# Andreu Ramis Puig-Gros
Andreu Ramis Puig-Gros (Lloret de Vistalegre, 1959) és antropòleg i gestor cultural. El 1992 va doctorar en història amb la tesi La museología etnològica. El pensament antropològic a les Illes Balears a la Universitat de les Illes Balears. Es va especialitatzar en polítiques culturals i patrimoni etnològic i folklòric. Es dedica a la recerca del patrimoni immaterial i dedica particular atenció al paisatge històric i la percepció del territori.
Ha format part dels projectes de Catàleg de patrimoni històric, arquitectònic i paisatgístic del municipi de Lloret de Vistalegre (2011) i Pla Director del Convent Dominicà de Llorito (2012). Ha col·laborat a l'Enciclopèdia de Menorca i a la Gran Enciclopèdia de Mallorca. Des de 2020 junts amb Miquel Sbert edita el Calendari Folklòric de Mallorca, basat en l'obra inedita de Rafel Ginard Bauçà (1899-1976) en quatre volums, cadascú dedicat a una de les quatres estacions.

## Obres destacades[5]
- Calendari de festes de les Illes Balears i Pitiüses (1992)[7]
- El patrimoni de l'Església i el convent de Llorito (2004)
- Toponímia històrica i territori. Benigalip, Manresa, Llorito, Lloret (2008)
- L'àmbit rural i domèstic. Catáleg del fons del molí d'en Fraret (2019)[8][9]
- Calendari Folklòric de Mallorca (vol.I, 2020, vol. II 2021…)[10]
- Per a una bibliografia més extensa vegeu: «Obra de Andreu Ramis Puig-Gros» a Dialnet.